# Mészáros András (karikaturista)
Mészáros András (Budapest, 1922. május 8. – Budapest, 2007. október 19.) Munkácsy-díjas magyar karikaturista, grafikus, könyvillusztrátor, érdemes művész.

## Életrajza
A Képző- és Iparművészeti Szakiskola grafika szakán végzett. 1943-tól 57-ig reklámgrafikusként dolgozott. Filmplakátokat és politikai plakátokat tervezett. A Népszava munkatársa volt 1949–55 között, és ebben az időszakban a SZOT dekorációs osztályát is vezette.
1957-től 92-ig a Népszabadság karikaturistája volt, ahol 1960–1990 között Heti rajzos kommentárunk címmel volt állandó rovata, és heti egy alkalommal, ugyanitt a Levelesné című rovata.
Több mint tízezer rajza jelent meg, hazai és külföldi lapokban, könyvekben illetve karikatúra-albumban. A Ludas Matyi rendszeresen közölte karikatúráit 1957-től 90-ig. 1965-től a német nyelvű Budapester Rundschau című lapban a Mitten am Rande című rovatban heti egy alkalommal rendszeresen jelentették meg rajzait.
Számos hazai és külföldi kiállításon vett részt: Csepel, Siófok, Szeged, Szombathely, Szófia, Moszkva (arany- és ezüstérem), Országos Karikatúra Biennálé – Nyíregyháza (1983, 1985). Krakkóban 1963-ban, Skopjéban 1969-ben, a Montreáli Nemzetközi Karikatúra kiállításon 1974-ben és 1976-ban, Gabrovóban 1977-ben, Anconában 1979-ben, Isztambulban 1988-ban nyert díjat.
Önálló karikatúra albuma 1985-ben jelent meg Néztem, láttam címmel, a könyvhöz az utószót Árkus József írta. A Képzőművészek Szövetsége szakosztálynak titkára volt. Szignója: Mészáros.

## Díjai
- Munkácsy-díj (1978)
- Munka Érdemrend (arany fokozat, 1982)
- Érdemes művész (1983)

## Jelentősebb kiállításai
- Skopje (1969. 1971)
- Szeged (Móra Ferenc Múzeum, 1971)
- Isztambul (1974)
- Magyar Karikatúrakiállítás (Műcsarnok, Budapest, 1968)
- Magyar Karikatúrakiállítás (Ernst Múzeum, Budapest, 1970)
- Jubileumi Karikatúrakiállítás (Műcsarnok, Budapest, 1975)
- Szófia (Magyar Intézet, 1978)
- 1. Országos Karikatúra Kiállítás (1983)
- Összefoglaló kiállítása (Műcsarnok Dorottya utcai kiállítóterme, Budapest, 1984)
- 2. Országos Karikatúra Kiállítás (1985)
- Komárom (1987)
- 4. Országos Karikatúra Kiállítás (1989)

## Könyvei
Körülbelül 30 könyvet illusztrált (Corvina-, Gondolat-, Kossuth-, Móra-, Zrinyi- stb. kiadók)
- Mindenki benne van (1960)
- Mikes György: Hogy mik vannak! (1963)
- Szász Imre: Stop! (1965)
- Máté György: Ki lehet bírni. (1967)
- Teknős Péter: Jártunk a jövőben (1968)
- Világkalendárium (1968)
- Mikes György: Szép lehetsz... (1970)
- Teknős Péter: Százados szenzációk (1970)
- G. Blond: Évezredek asztalánál (1971)
- Surányi Endre: Az autó és én (1972)
- Ráth-Végh István: A fáraó átka (1977)
- Ráth-Végh István: A tengeri kígyó (1980)
- Alaksza Tamás: Egy utas eltűnt (1983)
- Néztem, láttam (1985)

## Publikációi
- Népszava
- Szabad Száj
- Népszabadság
- Ludas Matyi
- Hétfői Hírek
- Füles
- Vöröskereszt Családi Lapja
- Ország-Világ
- Világ Ifjúsága
- Képes Újság
- 80 rajzzal a Föld körül
- Dolgozók Lapja
- Anna Bál
- Néplap
- Ludas Matyi Magazin
- BÚÉK
- Plajbász és Paróka
- Nők Lapja
- Képes Sport
- Tollasbál
- Kincses Kalendárium